# チョ・チュク・モ
チョ・チュク・モ (Chochukmo、觸執毛) 香港発5ピースロックバンド。

2005年夏に結成以来、メンバーチェンジが頻繁にあり、2008年春にラインアップが決まる。ロックを主に色んなジャンルをブレンドをする事で知られる。観客からは良くインディー・ロック(Indie Rock)やMath Rockとしてカテゴライズされる。

## 来歴

### 初期 (2005 - 2006)
2005年夏、香港のメタルバンド League of Heroes のJan Curiousと香港バンド「家課」のMike Orange がスタジオでのジャムセッションをきっかけにサイドプロジェクトを始める。ガールロックバンドHard Candy のYanyan Pangをベースに、ロックバンドのInnisfallenのCheong Hoをドラムに迎えChochukmo結成。当時のレパートリーにはパンクとガレージロックの影響が見られる。2006年春、Mike Orangeが個人的な理由でプロジェクトを去る。　

### 第二期 (2006 - 2008)
Mike Orangeが去った後Ka-sing Lawをギターに迎える。2007年マニラ（フィリピン）にてツアー、その後デモCDを作成。2008年春、ギターのKa-sing LawとドラムのCheong Ho二人がメインバンドに集中すべくChochukmoを去る。

### 第三期 (2008 - 現在)
ギタリストとドラマーが去った後「意色樓」のLes Hunterがギター、League of HeroesのKitty Troubleがドラムに加わる。さらに元ギターのMike Orangeが戻り5ピースバンドとなる。前のレパートリーは（一曲除いて）使わないと決心、新しい曲を手に2008年7月に新しくデビュー。The Underground HKのコンピレーションアルバムにオリジナル2曲のる。その後Time Out Hong Kongから“香港のトップ20ミュージシャン”に選ばれ、香港で有名なミュージシャンの黄耀明とオルターナティブシンガーの何韻詩と肩を並べる。
メンバー二名不参加でマニラ（フィリピン）に二度目のツアー（仮メンバCarina Ho ベース、Chi-kin Wan ドラム).　2009年にクアラルンプール（マレーシア）にてツアー。アジアの様々なインディーバンド（I am David Sparkle, Free Love, Everybody Loves Irene etc)と一緒に演奏。マレーシアツアー後 ベースのYanyan Pangがバンドを去る。代わりのベーシストが見つからず、バンドの友達Alvin Loが仮ベーシストとして加わる。
2009年9月にTime Out Hong KongとDiesel主催の”We’ll Make Your Album”コンテストにでる。コンテストの審判には香港で名高い Kelvin Avon, 黄耀明, 黄家強,と黃志淙が選ばれ、優勝したバンドにはアルバムの費用や、ディストリビューションが約束される。コンテストに優勝し、初のアルバムThe King Lost His Pinkの製作にかかる。アルバムのミックス・マスタリングはThe Invisible Menの謝浩文を、そしてアルバムのカバーデザインは香港のアーティストSimon Birchが担当。
Time Out Hong Kongからトップ20香港ミュージシャンに選ばれ、タイム(TIME Magazine)から“ここ数年中国南部でもっともカリスマ的なバンド”と評価される。2009年CNN Go から香港ホットリスト：香港で見たい人トップ20に選ばれる。
ベース担当のYanyan Pangが去った後香港バンドのTacit Closet, とNoughts and ExesベーシストのVanilla Lauや友達のAlvin Loが仮ベーシストとして加わる。2010年2月にKento Anythingが正式にベース担当として加わる。

## ディスコグラフィー

### アルバム
- The Underground: Something Alternative #1 (コンピレーション・アルバム) (20.09.2008)

21. Number One
22. Head To Toe
- The King Lost His Pink (アルバム) (28.11.2009)

01. Child Heights
02. Tell Her (Laura I Love Her)
03. Number One
04. Let Her Go
05. Head To Toe
06. Till Late No May
07. 1 2 3 4 5 6 7 To You
08. Something Special
09. Caroline
10. Welcome to the Graveyard

## リファレンス
- TIME Magazine: Album Review
- TIME Magazine Coverage
- CNNGo: The Hong Kong Hot List: 20 People to watch
- CNNGo: What's that sound? Chochukmo